# Primulina latinervis
Primulina latinervis là một loài thực vật có hoa trong họ Tai voi (Gesneriaceae). Loài này có ở tỉnh Hồ Nam (Trung Quốc); được W.T.Wang mô tả khoa học đầu tiên năm 1989 dưới danh pháp Chirita latinervis. Năm 2011, Mich.Möller & A.Weber chuyển nó sang chi Primulina.